# Cantonul Saint-André-de-Valborgne
Cantonul Saint-André-de-Valborgne este un canton din arondismentul Le Vigan, departamentul Gard, regiunea Languedoc-Roussillon, Franța.

## Comune
- Les Plantiers
- L'Estréchure
- Peyrolles
- Saint-André-de-Valborgne (reședință)
- Saumane